# (9392) Cavaillon
(9392) Cavaillon ist ein Asteroid des Hauptgürtels, der am 10. August 1994 vom belgischen Astronomen Eric Walter Elst am La-Silla-Observatorium (IAU-Code 809) der Europäischen Südsternwarte in Chile entdeckt wurde.
Der Asteroid gehört der Vesta-Familie an, einer großen Gruppe von Asteroiden, benannt nach (4) Vesta, dem zweitgrößten Asteroiden und drittgrößten Himmelskörper des Hauptgürtels.
(9392) Cavaillon wurde am 20. November 2002 nach der französischen Gemeinde Cavaillon im Département Vaucluse in der Region Provence-Alpes-Côte d’Azur benannt, die seit römischer Zeit für die Zucht von und den Handel mit Frühgemüse und Frühobst bekannt ist und deshalb gelegentlich auch Hauptstadt der Melonen genannt wird.